# Protohybosorus grandissimus
Protohybosorus grandissimus är en skalbaggsart som beskrevs av Nikolajev 2010. Protohybosorus grandissimus ingår i släktet Protohybosorus och familjen Hybosoridae. Inga underarter finns listade i Catalogue of Life.